# Clivocast

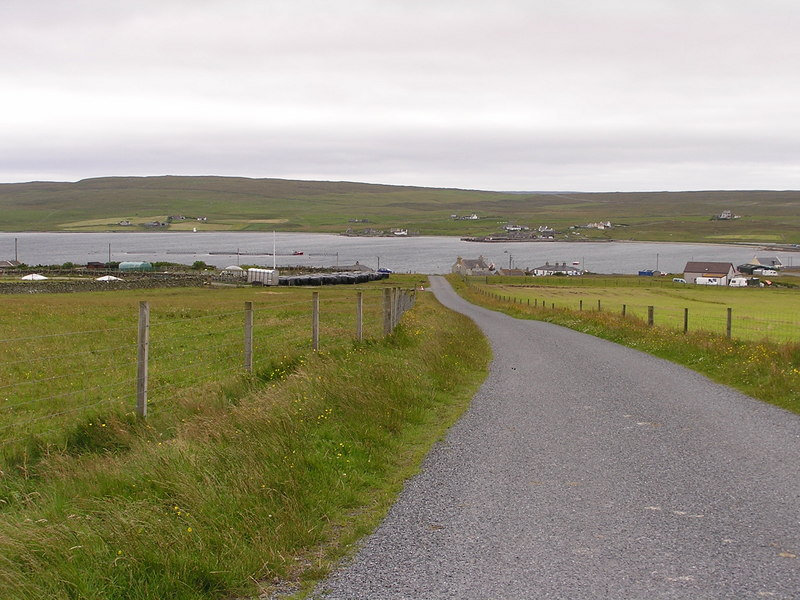
Blick von Osten auf Clivocast

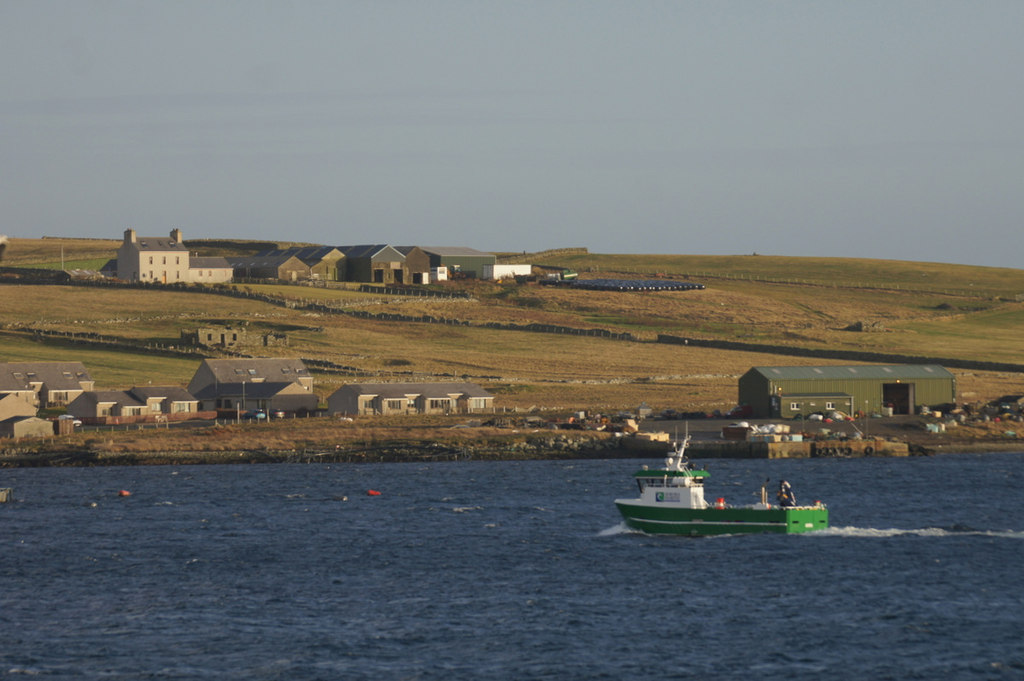
Blick von Westen auf Clivocast

Clivocast ist eine Ortschaft, die im Nordosten der zu Schottland zählenden Shetlands liegt.

## Geographie
Clivocast ist eine Ortschaft, die im Bereich der südlichen Küste der Insel Unst liegt. Sie wird hier gebildet durch den Übergangsbereich von zwei Wasserstraßen, den Uyea Sound im Westen, mit Uyeasound auf der anderen Seite sowie den Skuda Sound im Süden von Clivocast. Bei letzterem liegt die Insel Uyea gegenüber des Ortes.

## Historisches
Im Rahmen der historischen Gliederung Schottlands in Civil Parishes zählt Clivocast zu Unst.